# Alexandru Radu (cầu thủ bóng đá, sinh 1982)
Alexandru Radu (sinh ngày 7 tháng 9 năm 1982) là một cầu thủ bóng đá người România thi đấu cho Sportul Snagov ở vị trí tiền vệ.